# 1695년 잉글랜드 총선
1694년에 제정된 3년법에 따라 1695년 선거가 실시되었다. 이 방법은 유권자들을 지속적 흥분상태로 만들면서 수십년동안 경쟁관계를 형성했고, 휘그당과 토리당은 지속적으로 우위를 점하기 위해 노력하게 했다. 주기적으로 총선이 치러지고 정권이 계속 교체됨으로써, 1694년 이후 어떠한 당이나 정부도 선거 성공을 확신하는 것이 불가능하게 됐고, 따라서 선거 결과는 유권자의 시선을 대표하게 됐다.
하지만 1695년의 선거는 비교적 조용히, 지역적 문제를 중심으로 치러졌다. 휘그당은 과반수를 달성하는데 성공했지만, 휘그당의 정책들은 점점 지방 의원들을 소외시켰고, 이들은 토리당과 손잡아, 서민원은 자주 분쟁에 휘말리게 된다. 

## 선거 결과
| 정당   | 의석 수 |
| ------ | ------- |
| 휘그당 | 257석   |
| 토리당 | 203석   |
| 기타   | 53석    |
| 합계   | 513석   |